# Luthe
Luthe ist eine Ortschaft der Mittelstadt Wunstorf in der niedersächsischen Region Hannover. Luthe ist nach Wunstorf selbst die zweitgrößte Ortschaft.

## Geschichte
Der Begriff Luthe leitet sich vom alt-deutschen Wort „Luthi“ ab. Das bedeutet ungefähr so viel wie „Platz/Ort am klaren Wasser“. Dieser Name ist wahrscheinlich auf die erste Luther Siedlung am Luther See zurückzuführen. Die erste urkundliche Erwähnung erfolgte 1228 in einer Urkunde des Stifts Wunstorf. Nach der Herrschaft der Grafen von Wunstorf übernahmen 1447 die Herzöge von Braunschweig-Lüneburg, die es dem Amt Blumenau zuordneten. Bis 1859 gehörte der Ort zum Amt Blumenau.
Seit Ende des 19. Jahrhunderts erlebte der Ort Luthe einen gravierenden Strukturwandel durch die Ansiedlung einiger bedeutender Industriebetriebe (u. a. Portland-Zement und Fulgurit). Daraus resultierte in der Folge auch ein erhebliches Bevölkerungswachstum. In der Luther Masch wurde 1945 ein Entlassungslager für deutsche Kriegsgefangene eingerichtet. Dem bestehenden Denkmal für die Gefallenen des Ersten Weltkrieges an der evangelischen Kirche wurden 1959/60 Gedenktafeln für die Gefallenen des Zweiten Weltkrieges hinzugefügt.

### Eingemeindungen
Im Zuge der Gebietsreform in Niedersachsen, die am 1. März 1974 stattfand, wurde die zuvor selbständige Gemeinde Luthe in die Stadt Wunstorf eingegliedert.

### Einwohnerentwicklung
| Jahr      | 1910  | 1925  | 1933  | 1939  | 1950  | 1956  | 1973  | 2018  | 2020  |
| --------- | ----- | ----- | ----- | ----- | ----- | ----- | ----- | ----- | ----- |
| Einwohner | 1366  | 1392  | 1318  | 1505  | 2483  | 2353  | 4004  | 5767  | 5711  |
| Quelle    | [ 5 ] | [ 6 ] | [ 6 ] | [ 6 ] | [ 7 ] | [ 7 ] | [ 1 ] | [ 8 ] | [ 9 ] |

|  |

## Politik

### Ortsrat
Der Ortsrat von Luthe setzt sich aus neun Ratsfrauen und -herren folgender Parteien zusammen:
- SPD: 5 Sitze
- CDU: 3 Sitze
- Grüne: 1 Sitz

(Stand: Kommunalwahl 12. September 2021)
Die CDU und der Vertreter von Bündnis 90/Die Grünen bilden im Ortsrat eine Gruppe.

### Ortsbürgermeister
Ortsbürgermeister ist Rolf-Joachim Hoch (SPD), sein Stellvertreter ist Uwe Riemenschneider (SPD).

### Wappen
Der Entwurf des Kommunalwappens von Luthe stammt von dem Heraldiker und Wappenmaler Gustav Völker, der zahlreiche Wappen in der Region Hannover erschaffen hat. Die Genehmigung des Wappens wurde durch den Regierungspräsidenten in Hannover am 25. Oktober 1960 erteilt.
| Wappen von Luthe | Blasonierung: „Durch Wellenlinie geteilt, in dem dreimal von Blau und Rot geteilten, oberen Feld ein wachsender, gold-bewehrter, blau-bezungter, silberner Löwe, unten in Silber auf drei grünen Seeblättern eine silberne Seerose.“ |
| Wappen von Luthe | Wappenbegründung: Der steigende Löwe auf dem blau und rot gestreiften Feld der oberen Hälfte des Wappenschildes weist auf die frühere Herrschaft der Wunstorfer Grafen in diesem Raum hin. Die blühende Seerose auf der unteren Hälfte ist ein Hinweis auf den Luther See, an dessen Ufer sich die ersten Dorfbewohner ansiedelten. Die Seerosen haben sich bis heute hier gehalten und stehen seit mehreren Jahren unter Naturschutz. |

## Kultur und Sehenswürdigkeiten

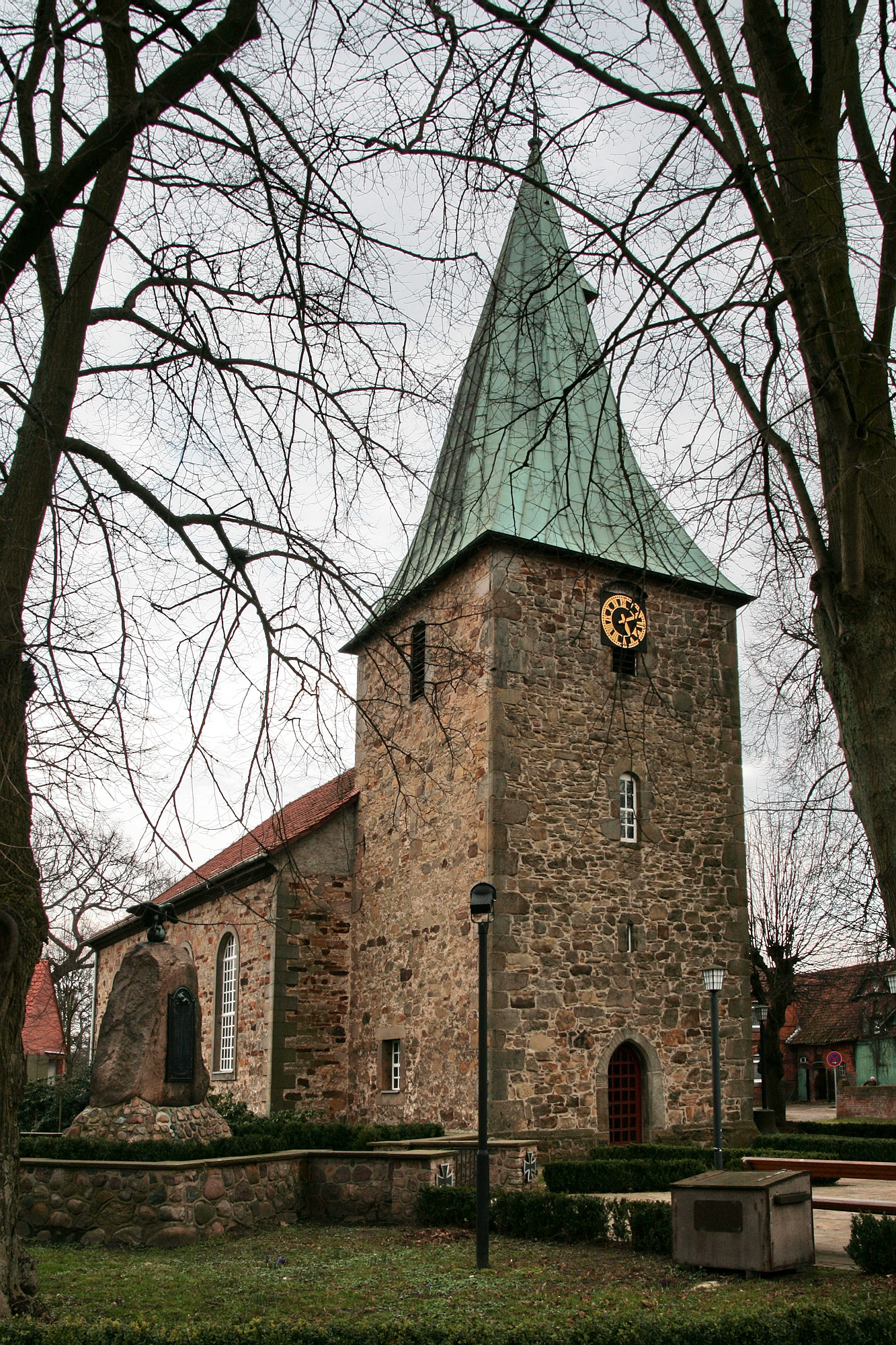
Evangelische Kirche

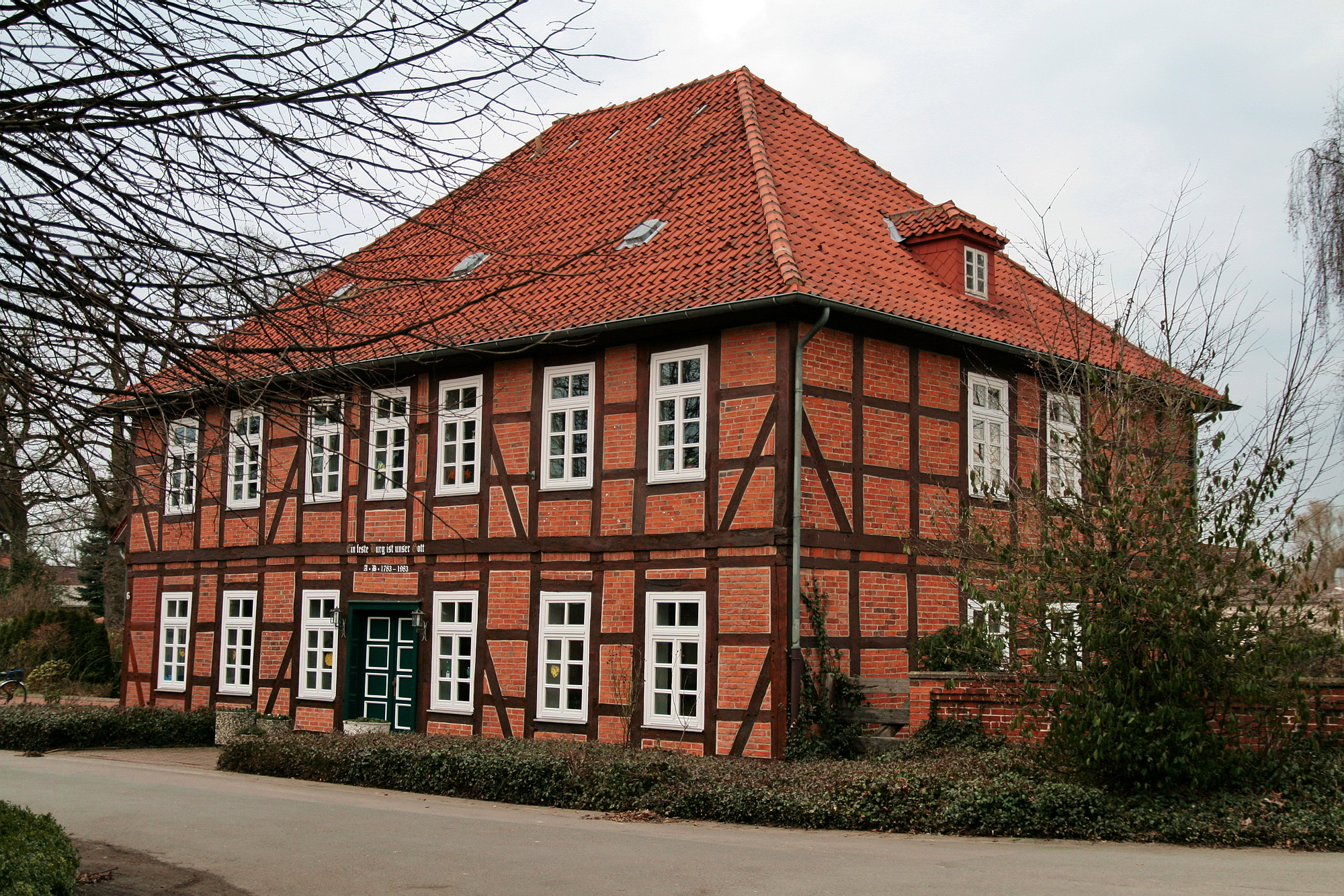
Pfarrhaus von 1783

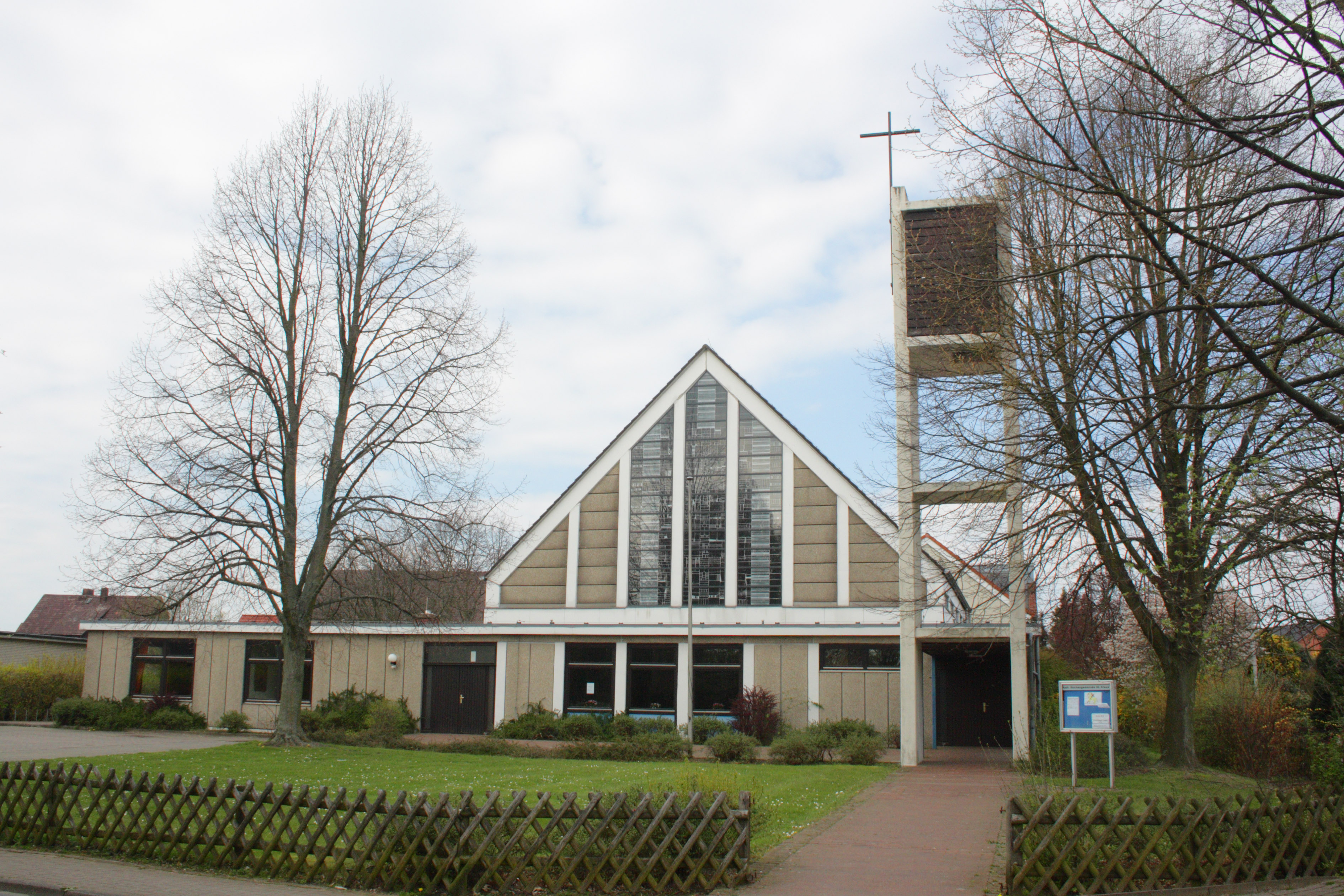
Ehemalige Heilig-Kreuz-Kirche (2012 abgerissen)

### Bauwerke
Den Mittelpunkt von Luthes altem Ortsteil bildet die evangelische Kirche. Die 1819 bis 1820 erbaute Kirche hatte eine kleinere Vorgängerkirche. Der Kirchturm von 1490/95 blieb bis heute erhalten. Im Inneren befindet sich eine Taufe aus dem Jahr 1639. Die Orgel hat Ph. Furtwängler aus Elze 1849 erbaut.
Das Pfarrhaus direkt neben der Kirche wurde 1639 erstmals erbaut, brannte 1783 ab und wurde im gleichen Jahr wieder erstellt. Seit der Renovierung im Jahre 1983 wird das Haus als Gemeindehaus und Küsterwohnung genutzt.
Die römisch-katholische Heilig-Kreuz-Kirche wurde 1971 als schlichter Saalbau mit freistehendem Glockenturm errichtet, 2010 erfolgte die Profanierung, 2012 schließlich der ersatzlose Abriss.

### Natur und Naherholung
- Das NaturErlebnisBad Luthe ist mit dem Preis „Deutschland – Land der Ideen“ ausgezeichnet worden und ist das erste genossenschaftlich betriebene Freibad Deutschlands.
- Als Naherholungsgebiet sehr beliebt ist der Luther See am nördlichen Ortsende, ein toter Arm der Leine. Typisch sind die Seerosen, die hier im Frühling blühen.
- Ein weiteres Erholungsgebiet ist die Tongrube im Zentrum Luthes sowie die umliegende Feldmark.

### Sport
Sportlich betätigen kann man sich in Luthe auf einem der insgesamt drei Fußballplätze (zwei Rasenplätze und ein Kunstrasenplatz im Besitz des TSV Luthe), auf der Tennisanlage mit fünf Tennisplätzen, auf einem der zehn Spielplätze und nachmittags auf dem Schulhof der Grundschule.
Die intakte Dorfgemeinschaft zeigt sich auch bei verschiedensten Aktivitäten im Ort, wenn mehrere Vereine und Parteien gemeinsame Ziele (wie zum Beispiel den Erhalt des Freibades) verfolgen. Das Schützen-, Volks- und Erntefest in Luthe wird von einer aus vier Vereinen gebildeten Veranstaltergemeinschaft organisiert.

## Wirtschaft und Infrastruktur
Luthe bietet sehr gute Einkaufsmöglichkeiten und viele Lokale. Auch die Zahl der in Luthe ansässigen Betriebe übersteigt deutlich den Durchschnitt der Region.
Der Ort verfügt über eine gute Verkehrsanbindung (Bahnhof, Bundesautobahn 2 und Bundesstraße 441 befinden sich in unmittelbarer Nähe) und hat sich seinen Dorfcharakter erhalten. Luthe verfügt über eine ausgeprägte Vereinskultur. Neben dem Schützenverein Luthe, dem TSV Luthe und dem Volkstanzkreis Luthe gibt es viele weitere Vereine. So haben nicht nur beide Kindergärten und die Grundschule, sondern auch das NaturErlebnisbad einen eigenen Förderverein.

## Persönlichkeiten

### Söhne und Töchter des Ortes
- Robert Gäpel (1900–1998), niederdeutscher Schriftsteller und Lyriker
- Carsten Piellusch (* 1966), Jurist und Bürgermeister der Stadt Wunstorf

### Personen, die mit dem Ort in Verbindung stehen
- Johann Heinrich Christoph Weidemann (1717–1785), Glockengießer, schuf 1770 eine der ersten großen Schlangenrohrfeuerspritzen für das Amt Blumenau (in Luthe untergestellt)
- Adolf Oesterheld (1878–1951), Unternehmer und Gründer der Fulgurit-Werke im Vorwerk Eichriede
- Fritz Rößler alias Dr. Franz Richter (1912–1987), Politiker (NSDAP, DKP-DRP, SRP), vom 7. Juni 1946 bis 20. Mai 1949 Volksschullehrer in Luthe
- Bärbel Tewes-Heiseke (* 1940), Politikerin (SPD), von 1986 bis 1994 Mitglied des Niedersächsischen Landtages, von 1970 bis 1986 Lehrerin in Luthe
- Jessica Schülke (* 1984), Politikerin (AfD), lebt in Luthe